# Inhibiteur (chimie)
Pour les articles homonymes, voir inhibiteur.
 (novembre 2010).
Si vous disposez d'ouvrages ou d'articles de référence ou si vous connaissez des sites web de qualité traitant du thème abordé ici, merci de compléter l'article en donnant les références utiles à sa vérifiabilité et en les liant à la section « Notes et références ».
En chimie, un inhibiteur est un composé dont l'action est d'inhiber (c'est-à-dire de ralentir fortement voire arrêter) une réaction chimique, c'est-à-dire qu'il agit de manière plus ou moins importante sur la vitesse de réaction (facteur cinétique). 

## Description
Un inhibiteur est le contraire d'un catalyseur. Un inhibiteur peut être lui-même le produit de réaction, produit qu'il inhibe (on parle alors de réaction auto-inhibitrice).

## Utilisation
Ces composés sont souvent utilisés dans de nombreuses réactions (polymérisations, entre autres) à des fins de contrôle ou de stabilisation. Ils peuvent être également ajoutés à différents produits chimiques pour éviter les réactions indésirables, induites par des températures élevées, la présence d'oxygène (comme lors d'une corrosion) ou de rayons ultraviolets. Un exemple est le sulfate de calcium (CaSO4), utilisé dans l'industrie alimentaire.

## Typologie
Il existe plusieurs types d'inhibiteurs  dont  :
- les inhibiteurs compétitifs, c'est-à-dire des molécules qui vont entrer en compétition avec le substrat pour être le premier à interagir avec l'enzyme ;
- les inhibiteurs de conformation (enzymatiques), c'est-à-dire des molécules qui vont s'intégrer dans une enzyme et, de par leur formation moléculaire, modifier le site actif de l'enzyme. En modifiant son site actif, l'enzyme n'a plus la même conformation que son substrat, donc impossibilité d'hydrolyse ou de catalyse du substrat donné [2].
- Pour aller plus loin.